# Парламент Південно-Африканської Республіки
Парламент Південно-Африканської Республіки (англ. Parliament of the Republic of South Africa) — законодавчий орган (парламент) ПАР. Розташований у Кейптауні.

## Склад
Сучасний парламент складається з двох палат:
- Верхня палата — Національна рада провінцій
- Нижня палата — Національна асамблея ПАР.

За конституцією, парламент є особливим органом державного управління — конституційними зборами (англ. Constitution-Making Body).